# Gallinero (estructura)

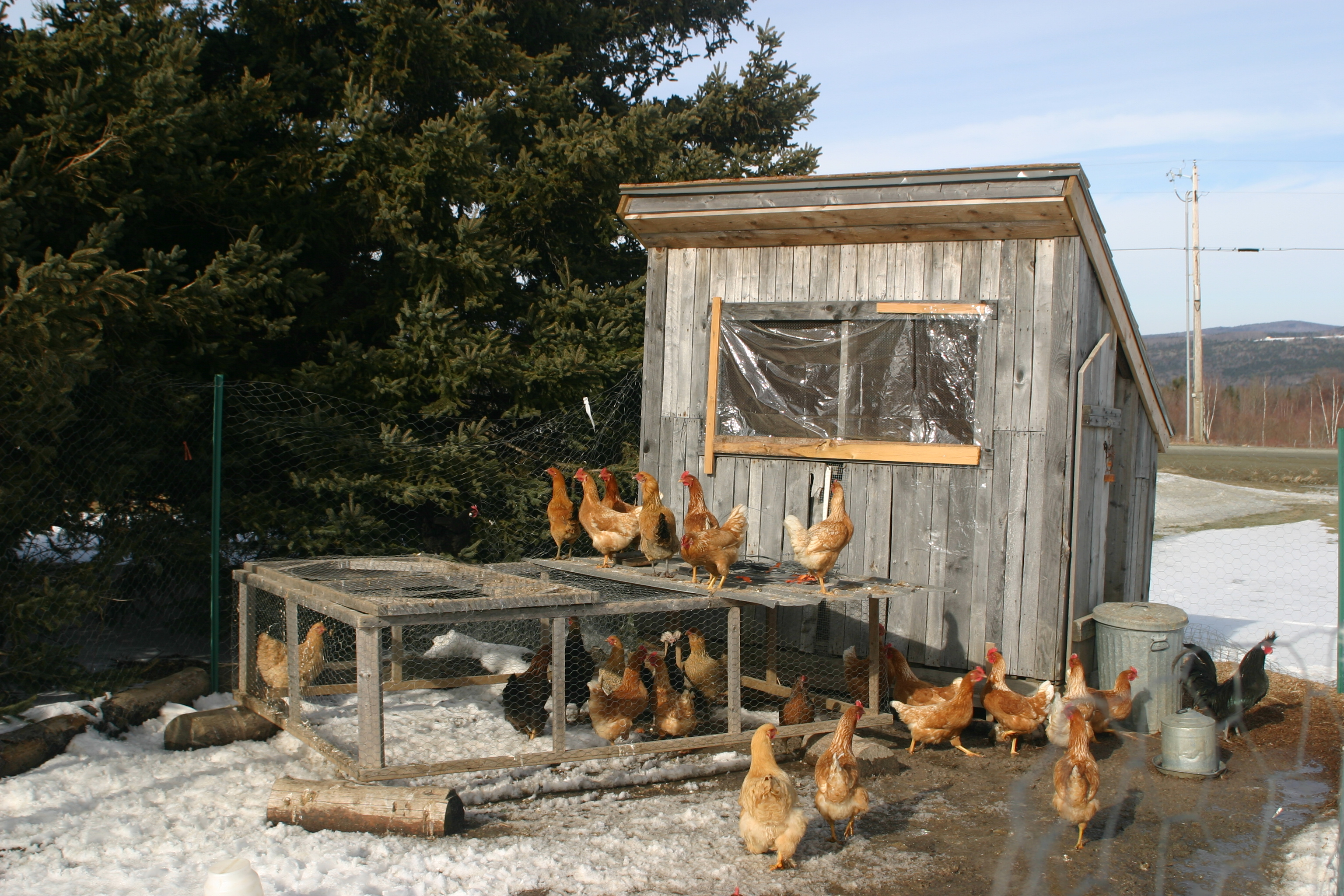
Gallinero

Se denomina gallinero al lugar donde las gallinas se crían y se recogen a dormir. 

## Historia
En la antigüedad, se disponían los gallineros en las casas de labor situándolos cerca de la cocina para que recibiesen calor, y cuando no adoptaban tal disposición, dividían la construcción en tres partes dedicando la central, en que estaba la entrada, a mantener un fogón con lumbre para que calentase a los otros dos compartimentos, que se hallaban divididos en pisos con ventanas. Las paredes eran gruesas para abrir en ellas los nidales y estaban enlucidas por dentro y fuera para evitar que pudiesen subir insectos. En algunas ocasiones se ponía sobre el gallinero un palomar. 

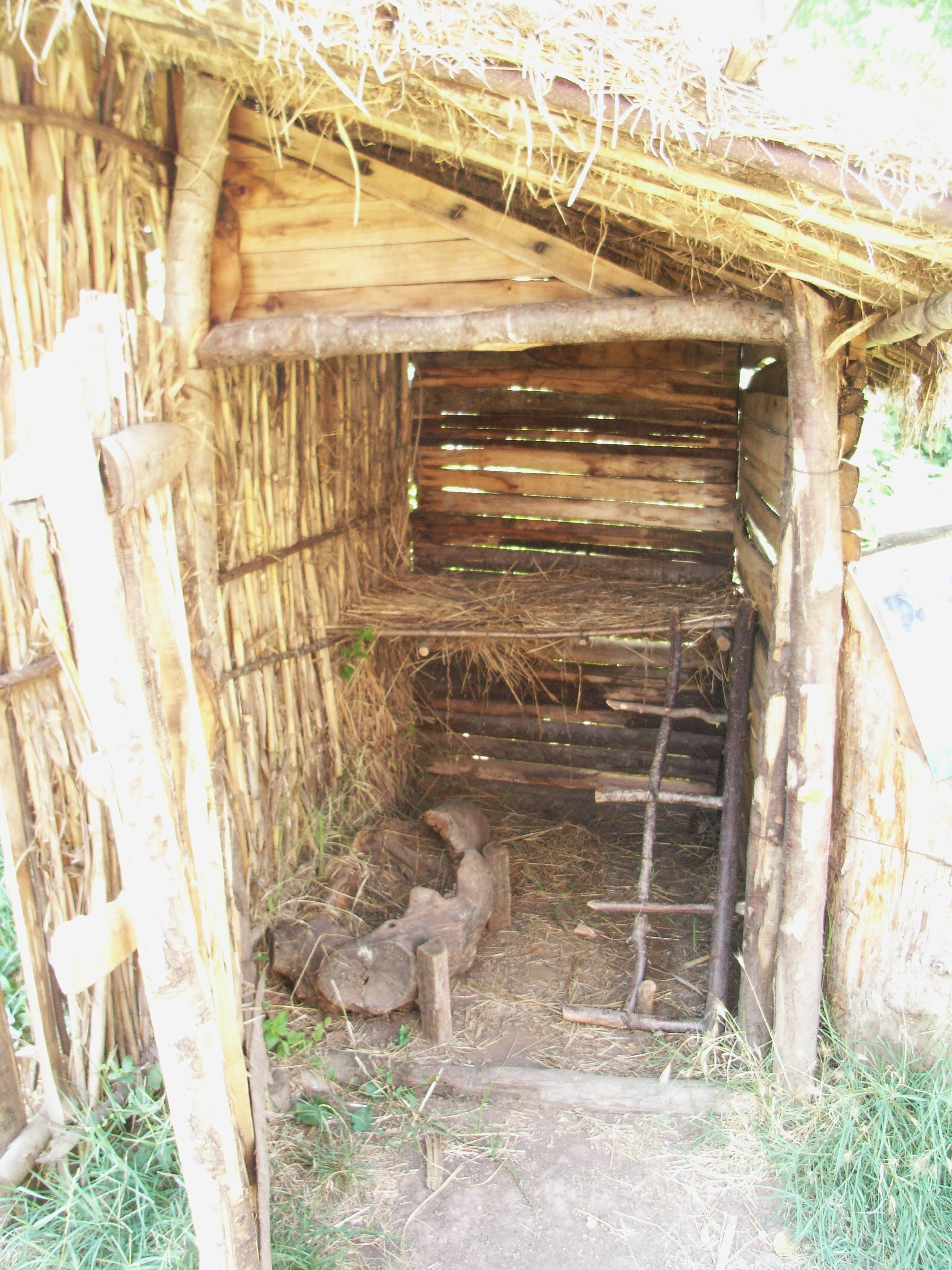
Gallinero al estilo de siglo XIX

En las explotaciones de importancia, el gallinero se divide en distintos departamentos para cada clase de aves, distribuidos alrededor de un corral, separado del patio general por una cerca. En las explotaciones pequeñas suele situarse el gallinero al horno de cocer pan para que aproveche el calor que desprende. Otras veces, se sitúa al lado de una cuadra o establo de vacas o entre dichos dos locales con los cuales comunica por ventanas enrejadas.

## Características de construcción
Se recomienda situar el gallinero de manera que pueda recibir con facilidad los primeros rayos del sol saliente para calentar a los animales en las madrugadas de invierno. Para el reposo nocturno de las aves, se ponen unas tablas llamadas dormideros con los bordes redondeados, colocándolos todos a igual altura horizontalmente de un costado a otro del gallinero. Deben ser móviles para limpiarlos de vez en cuando de la gallinaza con comodidad. No conviene colocar dormideros uno encima de otro, ya que las de arriba derriban a las gallinas de abajo llenándolas de gallinaza. Dentro del gallinero se arroja en cualquier rincón opuesto a los dormideros un montón de paja que se repone siempre que se hace limpieza. Los ponederos se fijan en el otro rincón libre y suelen hacerse a modo de cestas de forma elíptica implantados en una tabla de madera que se clava al muro.  
En la Sierra Tarahumara, en México, se ha documentado el gallinero como una estructura hecha con troncos separada del piso a la que las gallinas acceden mediante varas delgadas para protegerlas de depredadores, como coyotes.